# جرج بی. فرنچ
جرج بی. فرنچ (انگلیسی: George B. French؛ ‏ ۱۴ آوریل ۱۸۸۳ – ۹ ژوئن ۱۹۶۱) بازیگر اهل ایالات متحده آمریکا بود.
از فیلم‌هایی که وی در آن نقش داشته‌است، می‌توان به تارزان فرزند گوریل‌ها، کک‌های جنجال‌آفرین، و نبرد قرن، شرکت بارنوم و رینگلینگ و نعل اسب اشاره کرد.